# Старий Каролев
Старий Каролев (пол. Stary Karolew) — село в Польщі, у гміні Козьмінек Каліського повіту Великопольського воєводства.
Населення — 185 осіб (2011).
У 1975-1998 роках село належало до Каліського воєводства.

## Демографія
Демографічна структура станом на 31 березня 2011 року:
|          | Загалом | Допрацездатний вік | Працездатний вік | Постпрацездатний вік |
| -------- | ------- | ------------------ | ---------------- | -------------------- |
| Чоловіки | 84      | 21                 | 55               | 8                    |
| Жінки    | 101     | 24                 | 53               | 24                   |
| Разом    | 185     | 45                 | 108              | 32                   |